# Brontis Jodorowsky
Brontis Jodorowsky (27 oktober 1962) is een Mexicaans-Franse acteur en toneelregisseur.

## Biografie
Jodorowsky werd geboren in Mexico. Hij is de zoon van de Chileense regisseur Alejandro Jodorowsky en de Franse actrice Bernadette Landru. In 1970 maakte hij naast zijn vader zijn filmdebuut in diens film El Topo. Aan het eind van de jaren zeventig verhuisde Jodorowsky naar Frankrijk. In de jaren zeventig en tachtig speelde hij verder in enkele films. Vanaf de jaren negentig is hij daarnaast actief in het theater: eerst als acteur en sinds 2000 ook als regisseur.
In 2013 speelde Jodorowsky in The Dance of Reality, waarin hij de rol van zijn eigen grootvader vertolkte.
In 2018 vertolkte Jodorowsky de rol van Nicholas Flamel in Fantastic Beasts: The Crimes of Grindelwald.
- Bibsys: 15046687
- Biblioteca Nacional de España: XX5501793
- Bibliothèque nationale de France: cb14684897s (data)
- CiNii: DA17169196
- Gemeinsame Normdatei: 1140168495
- International Standard Name Identifier: 0000 0001 3211 2048
- Library of Congress Control Number: nr2001053186
- Nationale Bibliotheek van Israël: 987007348065405171
- Nederlandse Thesaurus van Auteursnamen: 410801488
- Système universitaire de documentation: 166020664
- Virtual International Authority File: 292764150
- WorldCat: E39PBJcWvcqRDqYqDj4CGWFxjC